# 발렌틴 흐레코우
발렌틴 아나톨리요비치 흐레코우(우크라이나어: Валенти́н Анато́лійович Гре́ков, 1976년 4월 18일~)는 우크라이나의 전직 유도 선수이다. 2004년 하계 올림픽과 2008년 하계 올림픽에 참가했고 유럽 선수권 대회에서 금메달 3개, 동메달 1개를 획득했다.